# Schilpario
Schilpario là một đô thị ở tỉnh Bergamo trong vùng Lombardia của nước Ý, có vị trí cách khoảng 100 km về phía đông bắc của Milano và khoảng 50 km về phía đông bắc của Bergamo. Tại thời điểm ngày 31 tháng 12 năm 2004, đô thị này có dân số 1.294 người và diện tích là 63,8 km².
Đô thị Schilpario có các frazioni (đơn vị cấp dưới, chủ yếu là các làng) Ronco, Barzesto, và Pradella.
Schilpario giáp các đô thị: Azzone, Borno, Cerveno, Lozio, Ossimo, Paisco Loveno, Teglio, Vilminore di Scalve.